# Paula Patton
Paula Patton (Los Angeles, 5 de desembre de 1975) és una actriu estatunidenca que va participar en Déjà Vu (2006). Signa una actuació destacada al drama Precious (2009), abans de confirmar el seu estatus d'actriu en ascens, l'any 2011, ocupant el paper títol de la romàntica Jumping the Broom i treballant al film d'acció Mission: Impossible – Ghost Protocol o a la superproducció de fantasia, Warcraft (2016), adaptació cinematogràfica de la sèrie de videojocs Warcraft.

## Infantesa i formació
Va néixer a Los Angeles, la seva mare Joyce Vanraden, d'origen neerlandès, és professora i el seu pare Charles Patton, afroamericà, és advocat.
Es diploma en l'escola secundària de Hamilton, a continuació s'inscriu a la universitat de Berkeley (Califòrnia). Al cap d'un any, trasllada el seu expedient per seguir els tribunals proposats per l'escola de cinema, sempre a Califòrnia.
Poc temps després d'haver acabat els seus estudis, aconsegueix una beca de tres mesos per realitzar documentals per a la xarxa PBS.

## Els anys 2000: començaments observats
L'any 2002 apareix a la coberta de l'àlbum A Beautiful World de l'autor-compositor-intèrpret Robin Thicke.
L'any 2004 Paula Patton posa la seva veu sobre algunes peces destinades a l'àlbum Confessions, del cantant de RnB, Usher. Participa en la pista Can U Handle it?, que va ser coescrit pel seu espòs. Paula Patton té crèdits de cançons a diversos àlbums de Robin Thicke amb el nom de "Max", derivat del seu segon nom, Maxine.
L'any 2005 Paula Patton fa el seu inici al cinema, participant a la comèdia romàntica Hitch, expert en seducció amb Will Smith i Eva Mendes com a caps de cartell. El mateix any, fa la comèdia dramàtica London. Per a la televisió, té un segon paper al telefilm Murder Book, on encarna un detectiu.
L'any 2006 és descoberta pel gran públic amb el paper principal femení del thriller de ciència-ficció Ja vist de Tony Scott. El film divideix la critica però té èxit al box office. L'actuació de Paula és destacada, aconsegueix la seva primera nominació per a un Black Reel Awards, en la categoria Millor esperançaAquell mateix any, pot comptar amb el seu marit per fer de figurant en el clip Lost Without You.
L'any 2007, apareix a la comèdia musical produïda per OutKast, Idlewild. l'any 2008, participa en el llargmetratge d'Alexandre Aja titulat Mirrors, amb Kiefer Sutherland. Se la troba igualment a la comèdia dramàtica Swing Vote amb Kevin Costner i Madeline Carroll. La comèdia musical i la comèdia dramàtica tenen resultats decebedors al box office per contra, el thriller de terror troba un cert èxit dels espectadors, amb bon resultat de taquilla.

## Els anys 2010: Revelació cinematogràfica

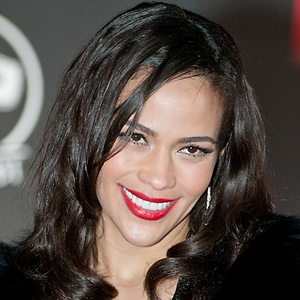
Paula Patton, l'any 2011

L'any 2009, al film dramàtic Precious, encarna una professora que ensenya i ajuda els estudiants desfavorits. Segons la novel·la escrita per Sapphire i segons una història real (Ramona Lofton), posant en escena Gabourey Sidibe al paper del títol, Mo'Nique interpretant la mare violenta d'aquesta última, Mariah Carey com a assistent social i Lenny Kravitz com a infermer. El film és presentat al Festival de Canes en la categoria Un Certain Regard, el 15 de maig de 2009. El repartiment és d'altra banda premiat per l'associació americana de crítics del cinema, amb seu a Boston, els premis Boston society of film critics. A títol personal, la seva actuació ha estat saludada i li permet ser citada per a un segon Black Reel i li permet obtenir la seva primera nominació per a un premi NAACP Image en la categoria millor actriu secundària.
L'any 2010, acompanya Queen Latifah en la comèdia romàntica Love and Game. Al final de l'any, ha de succeir Sharon Stone, com a substitut del fiscal, a la dotzena temporada de la sèrie policíaca Nova York, Law & Order. No obstant això, Patton prefereix un altre projecte, el seu paper a la sèrie queda doncs reduït a un episodi. És reemplaçada per Melissa Sagemiller.

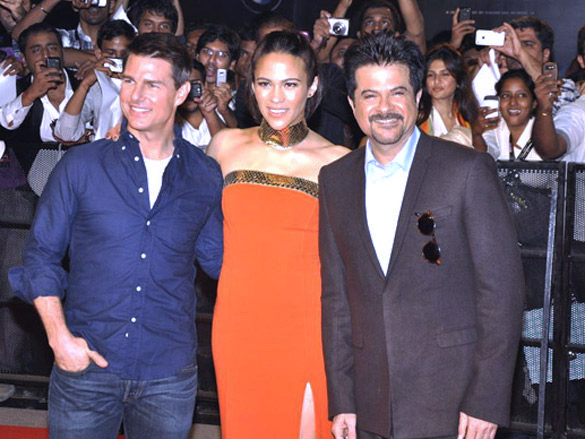
Tom Cruise, Paula Patton i Anil Kapoor en Mission: Impossible – Ghost Protocol, l'any 2011

L'actriu prefereix interpretar Jane Carter, el primer paper femení, al film d'acció Mission: Impossible – Ghost Protocol de Brad Bird. És el quart lliurament de la sèrie de films inspirada per la sèrie televisada Mission: Impossible. Obté el paper enfront de Kristin Kreuk i Lauren German. El film és comercialitzat l'any 2011 i suposa un important èxit comercial i de critica. Superant els 730 milions de dòlars de recaptació i permetent sobretot a Paula Patton, de ser novament reconeguda per la professió. És, entre d'altres, nominada per la millor actriu en els premis Teen Choice així com per al premi Saturn a la millor actriu secundària. L'actriu prefereix interpretar Jane Carter, el primer paper femení, al film d'acció Mission: Impossible – Ghost Protocol de Brad Bird. És el quart lliurament de la sèrie de films inspirada per la sèrie de televisió Mission: Impossible. Obté el paper dabant de Kristin Kreuk i Lauren German. El film és comercialitzat l'any 2011 i suposa un important èxit comercial i de crítica. Destacant els 730 milions de dòlars de recaptacions al final d'explotació i permetent sobretot a Paula Patton, ser novament reconeguda per la professió. És, entre d'altres, nominada a la millor actriu en els Teen Choice Awards així com per al premi Saturn a la millor actriu secundària
Fa també, el mateix any, el paper de Sabrina al film Jumping the Broom amb Laz Alonso. Aquesta comèdia romàntica, que segueix els malentesos entre dues cunyades, li permet d'evolucionar al costat de les reconegudes Angela Bassett i Loretta Devine. És un èxit sorpresa al box Office, amb un pressupost de 6 milions de dòlars, el film n'aconseguirà prop de 40 i Patton aconsegueix la seva segona nominació per a un premi NAACP Image. Com a heroïna principal, és aquesta vegada citada a la categoria de millor actriu.

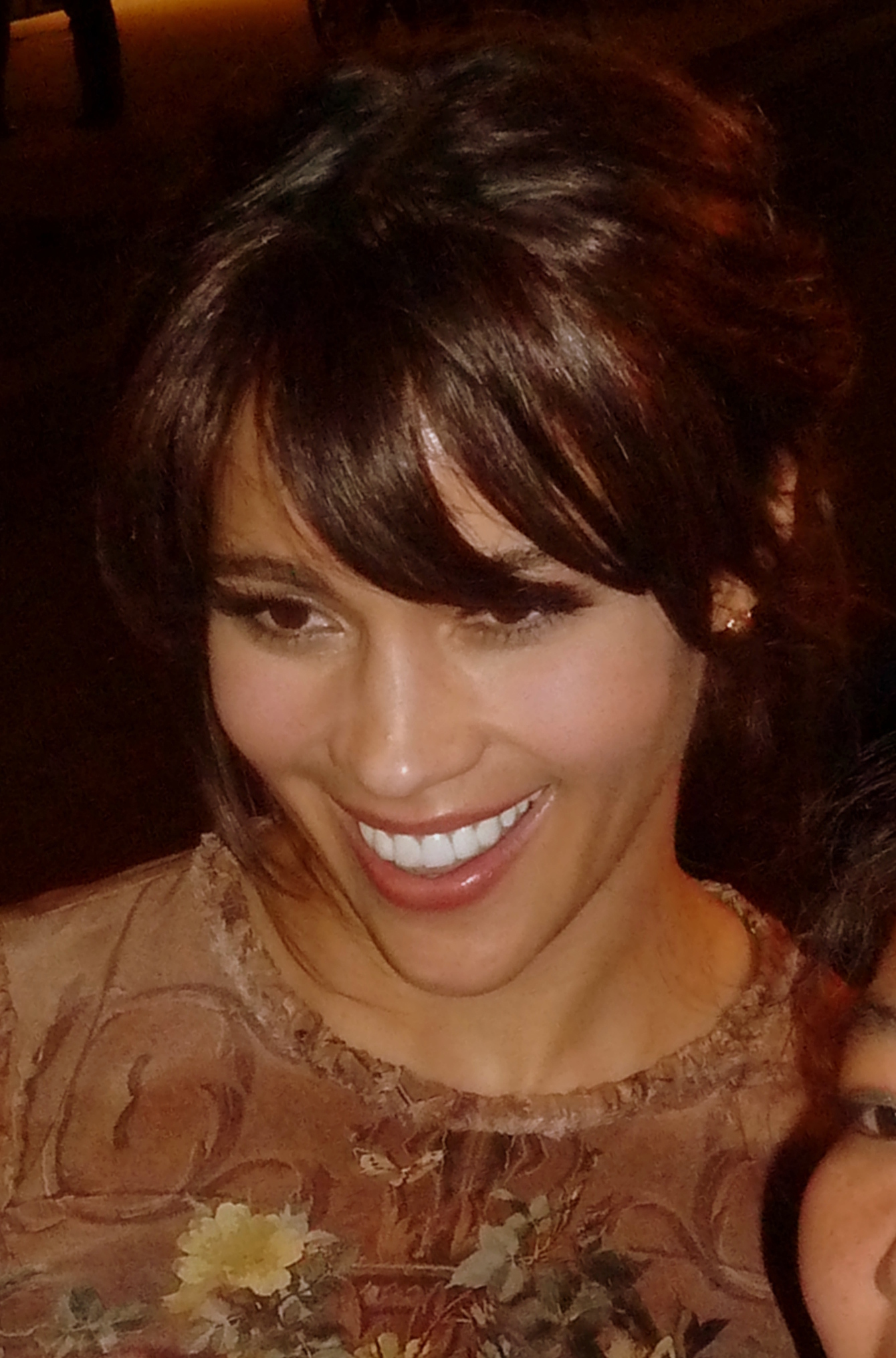
Paula Patton, en el Festival Internacional de Cinema de Toronto 2012

L'any 2012, s'uneix a Jason Bateman per al film dramàtic Disconnect que segueix un grup de persones i les seves relacions a Internet. Estrenat a un nombre de sales limitats, aquest projecte passa desapercebut. Fa una aparició com a estrella convidada dos episodis de la sèrie de televisió Single Ladies.
Retroba Denzel Washington (amb qui havia participat a Déjà Vu) a la comèdia d'acció 2 Guns de Baltasar Kormákur. El film es va presentar en Festival internacional de cinema de Locarno 2013 i troba l'èxit en l'estrena en sales, aconseguint la primera plaça del box Office. Aquell mateix any, comparteix el protagonisme de la comèdia romàntica afroamericana Destination Love amb Taye Diggs i Derek Luke. Una actuació saludada amb una nominació en el Acapulco Black Film Festival de 2014.
L'any 2014, s'incorpora al càsting de la comèdia romàntica About Last Night amb Kevin Hart, Regina Hall i Michael Ealy. Aquesta producció arriba al segon lloc del box Office en la seva estrena i informa prop de 50 milions de dòlars.

El 2015, s'anuncia que Patton ha de tenir el paper del títol d'una sèrie dramàtica desenvolupada per l'ABC, però el projecte és finalment abandonat. Aquell any té només una participació en el telefilm Runner amb Courtney Ford i Adam Rodríguez.

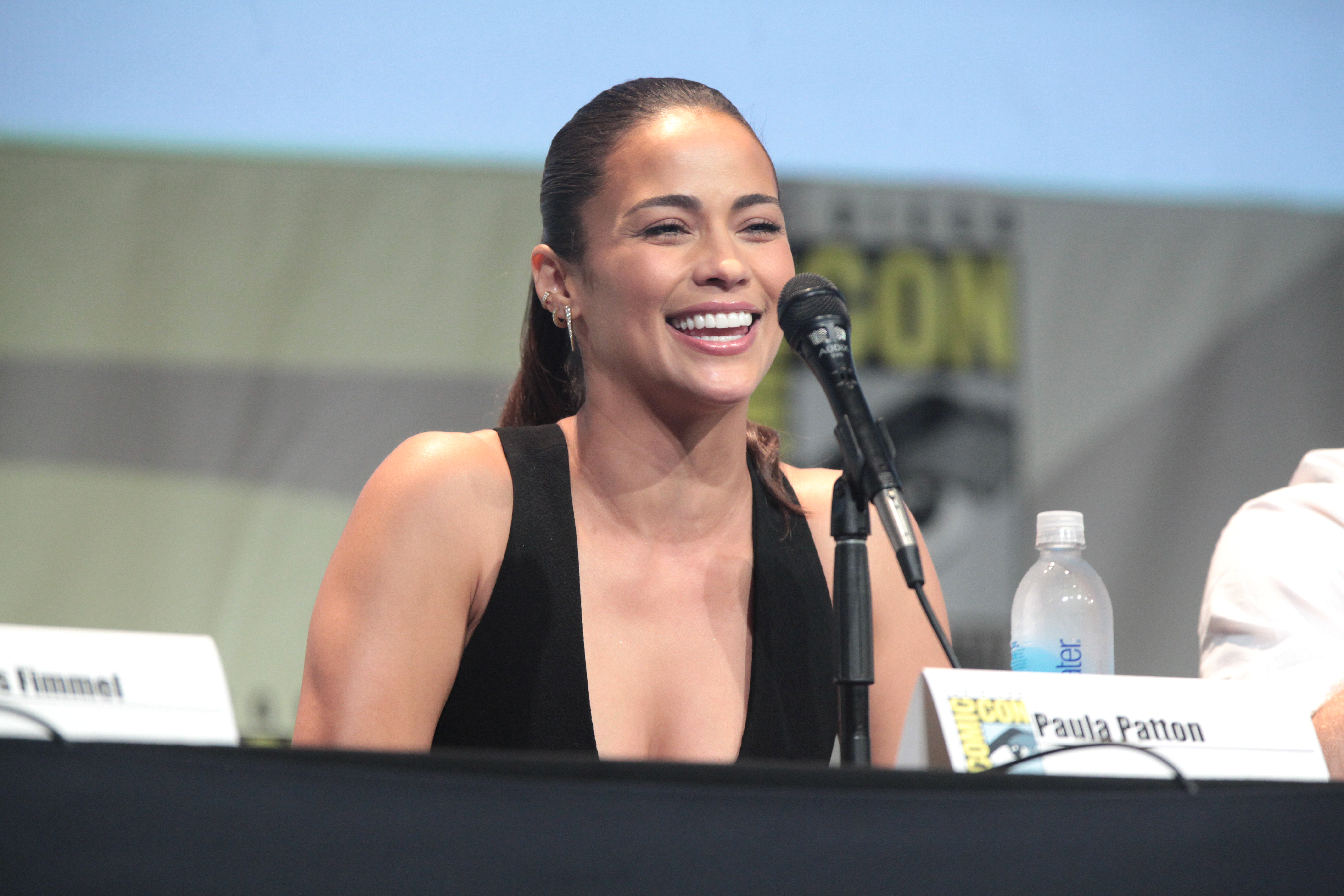
Paula Patton, en el Comic-Con de San Diego, l'any 2015, per a la promoció del film Warcraft

L'any 2016, forma part de la superproducció de fantasia Warcraft, adaptació cinematogràfica de la sèrie de vídeojocs Warcraft. El film és un enorme èxit comercial, ingressant més de 430 milions de dòlars però divideix, per contra, la critica. Aquell mateix any, obté un paper al film The Perfect Match, una comèdia romàntica independent, al costat de Cassie i Brandy Norwood. Encarna a continuació el primer paper femení de la comèdia d'acció The Do-Over amb Adam Sandler, estrenada a la plataforma Netflix, a final d'any.

## Vida privada
L'any 1991, amb 16 anys, Paula Patton coneix el cantautor Robin Thicke, 14 anys més gran, fill de Alan Thicke i Gloria Loring. Surten junts a partir de 1993 i es casen l'any 2005. El seu fill, Julian, neix el 24 d'abril de 2010.
El 24 de febrer de 2014, la parella anuncia la seva separació després de més de 20 anys de relació dels quals 9 de matrimoni. El 8 d'octubre de 2014, Patton demana oficialment el divorci i la custòdia compartida del seu fill. El procediment finalitza el 20 de març de 2015.
Dos anys més tard, les dues celebritats obren una violenta batalla per la custòdia del seu fill. Paula Patton posa una demanda i els mitjans de comunicació s'apoderen d'aquest combat jurídic. L'agost de 2017 es signa un acord per a la custòdia del seu fill i acaba la lluita judicial.

## Filmografia
Cinema
- 2005: Hitch d'Andy Tennant: Mandy
- 2005: London de Hunter Richards: Alex
- 2006: Déjà Vu de Tony Scott: Clara Kuchever
- 2007: Idlewild Gangsters Club de Bryan Barber: Angel
- 2008: Miralls (Mirrors) d'Alexandre Aja: Amy Carson
- 2008: Swing Vot de Joshua Michael Stern: Kate Madison
- 2009: Precious de Lee Daniels: Blu Rain
- 2010: Just Wright de Sanaa Hamri: Morgan Alexander
- 2011: Jumping the Broom de Salim Akil: Sabrina Watson
- 2011: Mission: Impossible – Ghost Protocol de Brad Bird: Jane Carter
- 2012: Disconnect de Henry Alex Rubin: Cindy Hull
- 2013: 2 Guns de Baltasar Kormákur: Deb
- 2013: Mercy (curt): Cynthia
- 2013: Baggage Claim de David E. Talbert: Montana Moore
- 2014: About Last Night de Steve Pink: Alison
- 2016: Warcraft de Duncan Jones: Garona
- 2016: The Perfect Match de Bille Woodruff: Sherry
- 2016: The Do-Over de Steven Brill: Heather
- 2016: Past Forward (curt): Fotograf #2
- 2017: Traffik de Deon Taylor: Brea

Telefilms
- 2005: Murder Book d'Antoine Fuqua: Detectiu Angela Kellogg
- 2015: Runner de Michael Offer: Lauren Marks

Series de televisió
- 2010: Law & Order: Special Victims Unit: A.D.A. Mikka Von (temporada 12, episodi 5)
- 2012: Single Ladies: Layla Twilight (temporada 2, episodis 9 i 10)
- 2017: Somewhere Between: Laura Price (temporada 1, 10 episodis)

## Premis i nominacions[calcitació]
Premis

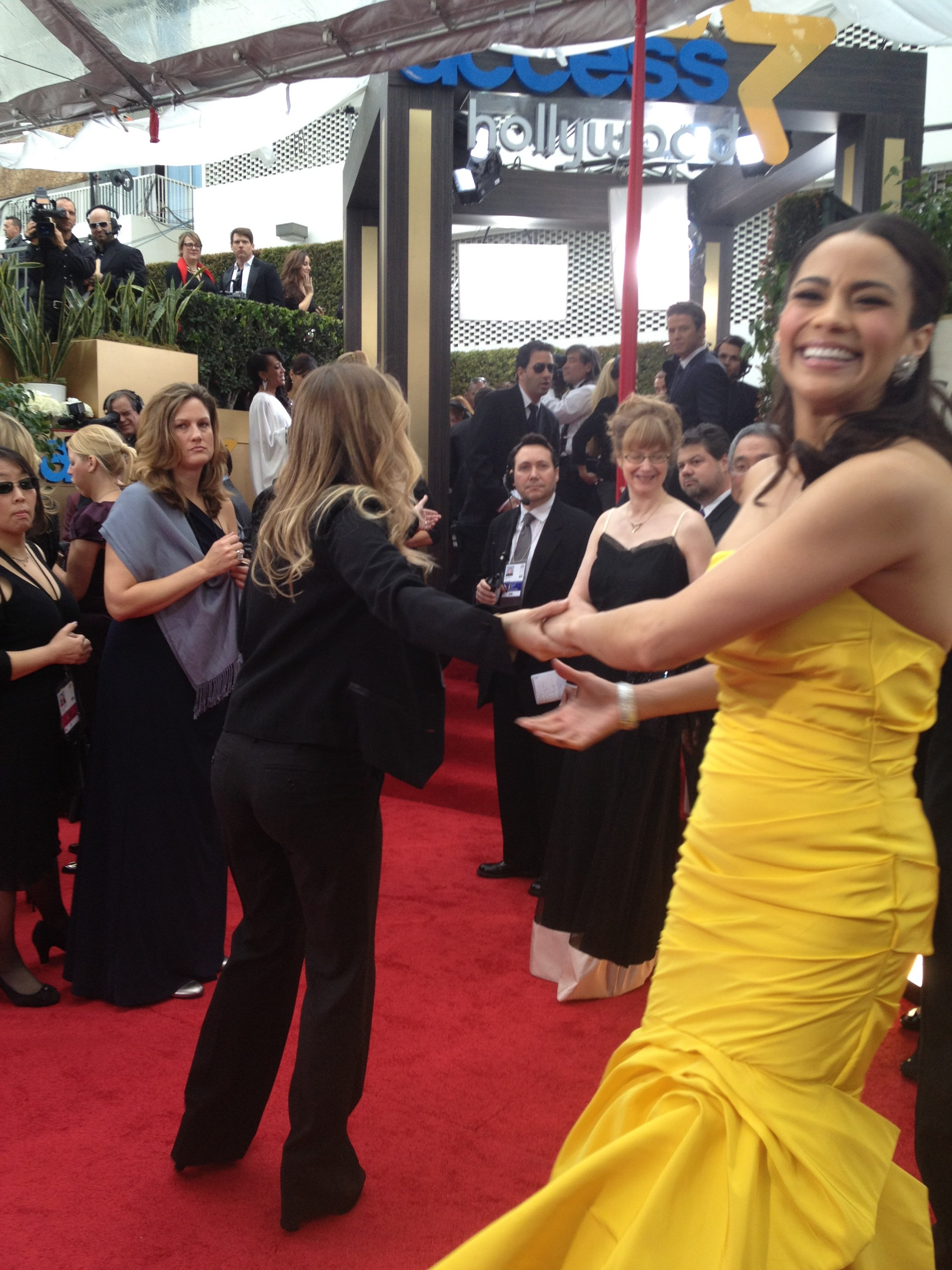
Paula Patton, en la 69a cerimònia dels Premis Globus d'Or, el 2012.

- Premis Boston society of film critics 2009: Millor repartiment per Precious

Nominacions
- premis Black Reel 2007: Millor esperança per Déjà Vu
- premis Washington DC Area Film Critics Association 2009: Millor repartiment per Precious
- premis Black Reel 2010: Millor actriu secundària per Precious
- premis Gold Derbi 2010: Millor repartiment per Precious
- premis NAACP Image 2010: Millor actriu secundària per Precious
- Premis del Sindicat d'Actors 2010: Millor repartiment per Precious
- Academy of Science Fiction, Fantasy and Horror Films (Premis Saturn) 2012: Millor actriu secundària per Mission: Impossible – Ghost Protocol
- premis Teen Choice 2012: Millor actriu en un film d'acció per Mission: Impossible – Ghost Protocol